# Принцесса Грёза
«Принцесса Грёза» (1896) — картина русского художника Михаила Врубеля.

## История создания
Врубелевское панно «Принцесса Грёза» именуют[кто?] самым известным панно Москвы. Оно создано на сюжет драмы в стихах Эдмона Ростана «La Princesse lointaine», в русском переводе Т. Л. Щепкиной-Куперник получившей название «Принцесса Грёза». Премьера пьесы на русской сцене состоялась в январе 1896 года в Санкт-Петербурге. Романтическая история о возвышенном стремлении к любви и совершенной красоте, созерцание которой достигается ценой смерти, имела оглушительный успех у публики. Появились вальс «Принцесса Грёза», а также духи и шоколад с таким названием. В 1900 году на сцене Императорского московского нового театра, а затем и в Мариинском театре была поставлена лирическая опера Ю. И. Блейхмана «Принцесса Грёза».
В 1896 году С. Ю. Витте заказал Михаилу Врубелю два живописных панно для предстоящей нижегородской художественно-промышленной выставки. Одно из них Врубель выполнил на сюжет пьесы Ростана, второе — «Микула Селянинович» — на былинный сюжет. Однако осмотр панно и эскизов вызвал большое неудовольствие у членов Императорской академии художеств, которые не рекомендовали выставлять работы Врубеля на выставке. Тогда Савва Мамонтов решил продемонстрировать их в отдельном павильоне, выстроенном по собственной инициативе. Но эта затея обернулась провалом: несмотря на благожелательную оценку критиков, публика отнеслась к работам Врубеля необычайно враждебно. Отзвуки скандала дошли даже до Императора Николая II.
После закрытия Всероссийской выставки полотно Врубеля осталось у Саввы Мамонтова. На его гончарном заводе было выполнено майоликовое панно «Принцесса Греза» для гостиницы «Метрополь».
В 1917 году живописное панно «Принцесса Греза» было передано в Большой театр, где его обнаружили при разборе старых складских помещений в 1956 году. Долгое время холст хранился в Государственной Третьяковской галерее в свернутом виде. При реконструкции ГТГ было решено сделать для этого произведения специальное помещение — зал Врубеля (открыт в 2007 году).
Живописное панно ныне экспонируется в зале Врубеля в Третьяковской галерее.